# Madman-theorie

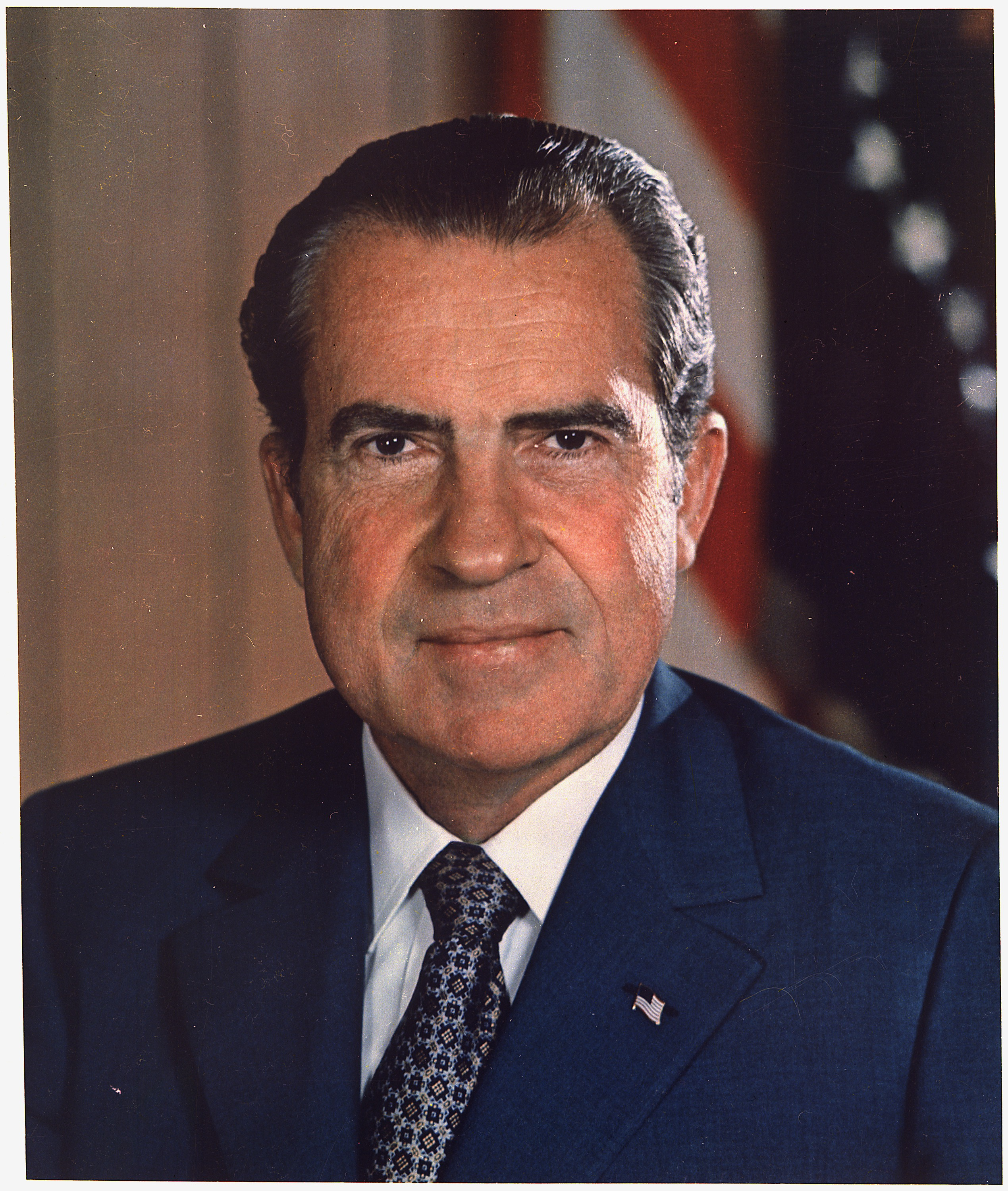
President Nixon, die de madman-theorie veelvuldig toepaste in zijn buitenlandse politiek.

De madman-theorie is de politieke theorie dat een politiek leider bewust een imago van madman ('dwaas') creëert. De theorie wordt in de eerste plaats geassocieerd met de buitenlandse politiek van de Amerikaanse president Richard Nixon. Door zich irrationeel en onvoorspelbaar te gedragen trachtten hij en zijn regering tijdens de Koude Oorlog de communistische landen ervan te weerhouden om de Verenigde Staten te provoceren.

## Geschiedenis
In 1517 schreef Niccolò Machiavelli dat het verstandig was om dwaasheid te simuleren (Verhandelingen over de eerste tien boeken van Titus Livius, boek 3, hoofdstuk 2). Niettemin beweert Kimball in Nixon's Vietnam War dat Nixon zelf de strategie bedacht had, als resultaat van praktijkervaring en observatie van Eisenhowers handelen tijdens de Koreaanse Oorlog.
In het boek Thinking about the unthinkable betoogde Herman Kahn dat 'een beetje gek lijken' (look a little crazy) een effectieve manier kan zijn om een tegenstander te dwingen de strijd op te geven.

### Nixon
In oktober 1969 werden tijdens Operatie Giant Lance achttien bommenwerpers naar de Sovjet-Unie gestuurd, met de bedoeling een nucleaire aanval te simuleren. Dit had een doorbraak moeten forceren in de Vietnamoorlog (wat echter mislukte).

### Trump
Van de Amerikaanse president Donald Trump wordt door sommigen ook gezegd dat hij de madman-theorie toepast dan wel toepaste bij zowel bevriende als vijandige landen. In een onderhandeling met Zuid-Korea zei Trump bijvoorbeeld: 'Zeg tegen [de Zuid-Koreanen] dat als ze de concessies nu niet doen, deze gek zich terug zal trekken uit de [handels]overeenkomst.'

## Kritiek
Volgens critici is de madman-houding een risicovolle tactiek, omdat zij tot escalaties zou kunnen leiden. 